# رافاييل ويلينغتون
رافاييل ويلينغتون (بالإسبانية: Rafael Wellington)‏ (27 أبريل 1985 بقرطبة في إسبانيا - ) هو لاعب كرة قدم إسباني في مركز الدفاع. لعب مع ريال مايوركا ب وريال مدريد كاستيا وزمبرو تشيسيناو وميلسامي أورهي ونادي بورغوس ونادي ديبورتيفو طليطلة ونادي فييانوفينسي ونادي كونكينسي وPTT Rayong F.C. ‏ ونادي مُطريل ‏ وCD Manchego ‏ وChiangmai F.C. ‏ وCD Villanueva ‏.

## وصلات خارجية
- رافاييل ويلينغتون على موقع قاعدة بيانات كرة القدم.إي يو (الإنجليزية)
- رافاييل ويلينغتون على موقع Soccerway.com (الإنجليزية)